# Campeonato Africano de Atletismo de 2024 - Salto em altura masculino
A prova do salto em altura masculino do Campeonato Africano de Atletismo de 2024 foi disputada no dia 26 de junho, no Estádio de Japoma, em Duala, nos Camarões.

## Recordes
Antes desta competição, os recordes mundiais e do campeonato nesta prova eram os seguintes:
|                       | Nome                | Nacionalidade | Altura   | Local       | Data                |
| --------------------- | ------------------- | ------------- | -------- | ----------- | ------------------- |
| Recorde mundial       | Javier Sotomayor    | Cuba          | 2m 45 cm | Salamanca   | 27 de julho de 1993 |
| Recorde do campeonato | Abderrahmane Hammad | Argélia       | 2m 34cm  | Argel       | 14 de julho de 2000 |
| Recorde do campeonato | Kabelo Kgosiemang   | Botswana      | 2m 34cm  | Addis Ababa | 4 de maio de 2008   |
| Recorde africano      | Jacques Freitag     | África do Sul | 2m 38cm  | Oudtshoorn  | 5 de março de 2005  |

## Medalhistas
| Ouro              | Prata                     | Bronze              |
| Brian Raats (RSA) | Asbel Kiprop Kemboi (KEN) | Saad Hammouda (MAR) |

## Cronograma
Todos os horários são locais (UTC+1).
| Data        | Hora  | Evento |
| ----------- | ----- | ------ |
| 26 de junho | 15:00 | Final  |

## Resultado final
A final ocorreu dia 26 de junho às 15:00.
| Posição           | Atleta              | Nacionalidade   | 1.90 | 1.95 | 2.00 | 2.05 | 2.10 | 2.15 | 2.18 | 2.21 | Resultado | Notas |
| ----------------- | ------------------- | --------------- | ---- | ---- | ---- | ---- | ---- | ---- | ---- | ---- | --------- | ----- |
| Medalha de ouro   | Brian Raats         | África do Sul   | –    | –    | –    | xo   | o    | o    | o    | xxx  | 2.18      |       |
| Medalha de prata  | Asbel Kiprop Kemboi | Quênia          | o    | o    | o    | o    | o    | xxo  | xxx  |      | 2.15      |       |
| Medalha de bronze | Saad Hammouda       | Marrocos        | –    | –    | –    | o    | o    | xxo  | xxx  |      | 2.15      |       |
| 4                 | Breyton Poole       | África do Sul   | –    | –    | o    | o    | xxo  | xxx  |      |      | 2.10      |       |
| 5                 | François Moudio     | Camarões        | o    | –    | o    | o    | xx–  | x    |      |      | 2.05      |       |
| 5                 | Duop Lim Koung      | Etiópia         | o    | o    | o    | o    | xxx  |      |      |      | 2.05      |       |
| 5                 | Cadman Yamoah       | Gana            | –    | –    | –    | o    | xxx  |      |      |      | 2.05      |       |
| 8                 | Kennedy Ocansey     | Gana            | –    | –    | o    | xo   | xxx  |      |      |      | 2.05      |       |
| 9                 | Freddy Oyono        | Camarões        | o    | o    | o    | xxo  | xxx  |      |      |      | 2.05      |       |
| 10                | Tshwanelo Aabobe    | Botswana        | –    | o    | o    | xxx  |      |      |      |      | 2.00      |       |
| 10                | Raphael Moudoulou   | Camarões        | –    | –    | o    | x–   | xx   |      |      |      | 2.00      |       |
| 10                | Prosper Dezardin    | Ilhas Maurícias | –    | –    | o    | xxx  |      |      |      |      | 2.00      |       |
| 13                | Mal Gony Win        | Etiópia         | xxo  | xxx  |      |      |      |      |      |      | 1.90      |       |
| 99                | Liam Barbe          | Seicheles       | xxx  |      |      |      |      |      |      |      | NM        |       |

Legenda
| Recorde mundial       | Recorde mundial (World record)               |                       | Recorde africano                      | Recorde africano (African) |                                           | Q | Classificado por posição (Qualified) |
| Recorde do campeonato | Recorde do campeonato (Championship record)  | Recorde da América    | Recorde da América (Americas)         | q                          | Classificado por melhor tempo (Qualified) |   |                                      |
| Melhor marca do ano   | Melhor marca do ano (World leading)          | Recorde asiático      | Recorde asiático (Asian)              | DNS                        | Não largou (Did not start)                |   |                                      |
| Recorde nacional      | Recorde nacional (National record)           | Recorde europeu       | Recorde europeu (European)            | DNF                        | Não terminou (Did not finish)             |   |                                      |
| Recorde pessoal       | Recorde pessoal do atleta (Personal best)    | Recorde da Oceania    | Recorde da Oceania (Oceania)          | DSQ / DQ                   | Desclassificado (Disqualified)            |   |                                      |
| Recorde da temporada  | Recorde da temporada do atleta (Season best) | Recorde sul-americano | Recorde sul-americano (South America) | NM                         | Sem marca (No mark)                       |   |                                      |